# Bas Harland
Bas Harland (13 juli 1974, Den Haag) is een Nederlands voormalig korfballer en huidig korfbalcoach.

## Speler
Harland speelde zelf korfbal bij HKV Achilles uit Den Haag. Daar speelde hij in de Overgangsklasse in het eerste team. Hij ging ook spelen bij de wat grotere Haagse club HKV/Ons Eibernest waarmee Harland in de Hoofdklasse speelde.

## Coach
Na zijn carrière als speler werd Harland coach. Zijn eerste coachingsklussen waren bij Dubbel Zes en KVS.
Zijn eerste grote klus, als hoofdcoach, was bij een club waar hij zelf als speler nog had gespeeld, namelijk HKV/Ons Eibernest. Hier was hij van 2013 t/m 2016 hoofdcoach.
In seizoen 2014-2015 lukt het Harland om met HKV/Ons Eibernest in de zaal te promoveren naar de Hoofdklasse, het 1 na hoogste Nederlandse niveau. Het avontuur in de Hoofdklasse zaal duurde echter niet lang, want na 1 seizoen degradeerde de ploeg alweer terug naar de Overgangsklasse.
In 2016 ging Harland aan de slag als hoofdcoach bij CKV Nieuwerkerk. Hij bleef maar 1 seizoen hoofdcoach, maar dat was niet onsuccesvol. In de zaal promoveerde hij met de ploeg van de Overgangsklasse naar de Hoofdklasse. Harland werd na 1 seizoen vervangen door terugkerend coach Leon Simons.
Van 2017 t/m 2019 was Harland als coach actief bij de succesvolste Nederlandse club op dat moment, namelijk TOP uit Sassenheim. Daar werd hij voor seizoen 2017-2018 toegevoegd aan de technische staf, maar voor seizoen 2018-2019 was Harland de hoofdcoach van TOP A1. Met deze jeugdploeg werd hij in de zaal Nederlands kampioen door in de zaalfinale in het Ziggo Dome te winnen van DVO A1 met 20-19.
Na 2 seizoenen in Sassenheim werd Harland de nieuwe hoofdcoach van CKV Fiks, een ploeg met ambitie dat zichzelf in 2019 in de zaal had gepromoveerd naar de Hoofdklasse.

### Coach in de Korfbal League
In seizoen 2020-2021 was Harland, samen met Leon Braunstahl de hoofdcoach bij TOP, dat in de Korfbal League speelt.
Hiermee waren Braunstahl en Harland de vervanger van vertrekkend coach Jan Niebeek, die de nieuwe bondscoach van Oranje werd.
In dit seizoen werd TOP in de play-offs uitgeschakeld door PKC.
Na dit seizoen werd het contract met Harland niet verlengd.

### Return bij Fiks
Per seizoen 2022-2023 begon Harland aan zijn tweede termijn als hoofdcoach bij Fiks.